# Ian Kahn
Ian R. Kahn (New York, 21 aprile 1972) è un attore statunitense.
Attore teatrale, recita assiduamente in varie serie televisive. È attualmente noto per il ruolo di George Washington nella serie Turn: Washington's Spies, ricorrente nella prima stagione, e fisso dalla seconda stagione in poi.

## Filmografia parziale

### Cinema
- The Box, regia di Richard Kelly (2009)

### Televisione
- Sex and the City – serie TV, episodio 2x03 (1999)
- Dawson's Creek – serie TV (2001)
- Law & Order: Unità vittime speciali (Law & Order: Special Victims Unit) - serie TV, episodio 4x08 (2002)
- Law & Order: Criminal Intent – serie TV, 2 episodi (2003-2010)
- Law & Order - I due volti della giustizia (Law & Order) – serie TV, episodio 19x07 (2008)
- Ogni casa ha i suoi segreti (Secrets in the Walls), regia di Christopher Leitch – film TV (2010)
- Castle – serie TV, episodio 4x07 (2011)
- Turn: Washington's Spies – serie TV, 33 episodi (2014-2017)
- The Good Wife – serie TV, episodio 7x05 (2011)
- Master of None – serie TV, episodio 1x07 (2015)
- Homeland - Caccia alla spia (Homeland) – serie TV, 2 episodi (2017)
- Billions – serie TV, 2 episodi (2017)
- Bull – serie TV, episodio 2x10 (2017)
- Quantico – serie TV, episodio 3x08 (2018)
- Elementary  – serie TV, episodio 7x06 (2019)

## Doppiatori italiani
Nelle versioni in italiano delle opere in cui ha recitato, Ian Kahn è stato doppiato da:
- Vittorio Guerrieri in Dawson's Creek, Castle, Quantico
- Lorenzo Scattorin in Law & Order: Criminal Intent (ep. 2x20)
- Oliviero Cappellini in Law & Order: Criminal Intent (ep. 9x09)
- Tony Sansone in Law & Order - I due volti della giustizia
- Niseem Onorato in Ogni casa ha i suoi segreti
- Teo Bellia in CSI: Miami
- Massimiliano Plinio in The Good Wife
- Riccardo Scarafoni in Suits
- Giorgio Borghetti in Shameless
- Francesco Meoni in Bones
- Giuliano Bonetto in The Mentalist
- Alessio Cigliano in Billions
- Francesco De Francesco in Bull